# Jorge Contreras (Fußballspieler, 1960)
Jorge Alejandro Contreras Lira (* 3. Juli 1960 in Lo Barnechea, Santiago de Chile) ist ein ehemaliger chilenischer Fußballspieler. Der Mittelfeldspieler, der auch Coke genannt wird, spielte 25-mal für die Nationalmannschaft Chiles, für die er zwei Tore erzielte.

## Karriere

### Verein
Jorge Contreras begann seine Profikarriere beim CD Palestino und wechselte 1981 zu Regional Atacama, wo er durch gute Leistungen zum Nationalspieler reifte. Nach einer kurzen Rückkehr zu Palestino ging er nach Europa. Er spielte über sechs Jahre für den spanischen Erstligisten UD Las Palmas, bei dem er in 144 Ligaspielen 46 Tore erzielte, darunter unter anderem das 40.000 Tor seit Gründung der spanischen Primera División. 
Nach dem Abstieg des Klubs zog es Coke wieder zurück nach Chile, wo er für CD Universidad Católica und CSD Colo-Colo kickte. Mit Católica gewann er 1991 die Copa Chile, mit Colo-Colo die Meisterschaft 1993 und die Copa Chile 1994. Im Jahr 1993 wurde Contreras zudem als Fußballer des Jahres in Chile ausgezeichnet.
1994 wechselte er nach Mexiko zum Tampico-Madero FC, bei dem er in zehn Ligaspielen auflief. 1995 kehrte er endgültig in seine Heimat zurück. Nach Stationen bei Deportes Concepción und den CD Santiago Wanderers kam er 1998 zu seinem ersten Profiklub CD Palestino zurück. Dort beendete Contreras 1999 seine Karriere.

### Nationalmannschaft
Für die chilenische Nationalmannschaft debütierte Jorge Contreras im August 1983 beim Freundschaftsspiel um die Copa del Pacífico gegen Peru. Nach einem weiteren Freundschaftsspiel drei Wochen später folgte eine fast vierjährige Wartezeit auf das dritte Länderspiel. Bei der Copa América 1987 kam das Team von Contreras nach Siegen über Venezuela und Brasilien in der Gruppe sowie Kolumbien im Halbfinale bis ins Finale, wo man gegen Uruguay mit 0:1 knapp unterlag. Contreras spielte alle Copa-Spiele über die volle Spielzeit und erzielte im Gruppenspiel gegen Venezuela mit der 2:1-Fürhung sein erstes Länderspieltor. 
Bei der Copa América 1991 im eigenen Land kam Chile nach drei Siegen aus vier Spielen als Gruppenzweiter in die Finalrunde, wo das Team hinter Argentinien und Brasilien Turnierdritter wurde. Beim 4:2-Erfolg in der Gruppenphase erzielte Contreras die 2:0-Führung per Elfmeter in der 52. Spielminute. Nach dem Turnier wartete er bis Oktober 1996 auf seinen nächsten Länderspieleinsatz, wo er bei der 1:2-Niederlage im Qualifikationsspiel zur Fußball-Weltmeisterschaft 1998 gegen Paraguay auf dem Feld stand. Sein letztes Länderspiel absolvierte Contreras im Februar 1997, als er im Weltmeisterschafts-Qualifikationsspiel gegen Bolivien in der 77. Spielminute für Jaime Riveros eingewechselt wurde.

### Trainer
Seit 2006 arbeitet Contreras als Trainer, beginnend in der Jugendabteilung des CD Universidad Católica. 2010 arbeitete er als Co-Trainer von Mario Soto beim CD Cobreloa. 2011 bekam er dann die Chance, als Cheftrainer bei Deportes Puerto Montt zu arbeiten, wo er Jaime Vera ersetzte. Nach einer 0:8-Niederlage gegen CD Huachipato in der Copa Chile musste Contreras den Verein wieder verlassen. 2012 wurde er Jugendtrainer beim AC Barnechea und übernahm 2016 die Profimannschaft in der Primera B. Er konnte den Abstieg in die Drittklassigkeit nicht verhindern, stieg aber in der Folgesaison direkt wieder als Meister auf und ging dann in seine Funktion als Jugendtrainer zurück.
2019 nahm er das Angebot von Deportes Melipilla an, um das Team zum Aufstieg in die Primera División zu führen. Doch schon im April des gleichen Jahres wurde er vom Klub entlassen. Danach trainierte er bis November 2020 Deportes Iberia, die in der dritten Liga spielten.

## Erfolge

### Spieler
Universidad Católica
- Chilenischer Pokalsieger: 1991

Colo-Colo
- Chilenischer Meister: 1993
- Chilenischer Pokalsieger: 1994

### Trainer
AC Barnechea
- Meister der Segunda División: 2016/17

## Auszeichnungen
- Fußballer des Jahres in Chile: 1993